# Aqua Augusta (Nàpols)
|  | Aquest article tracta sobre l'aqüeducte de Nàpols. Vegeu-ne altres significats a «Aqua Augusta». |

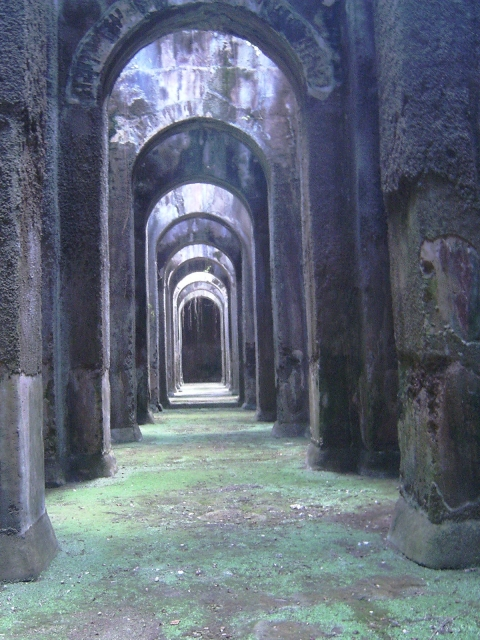
La Piscina mirabilis

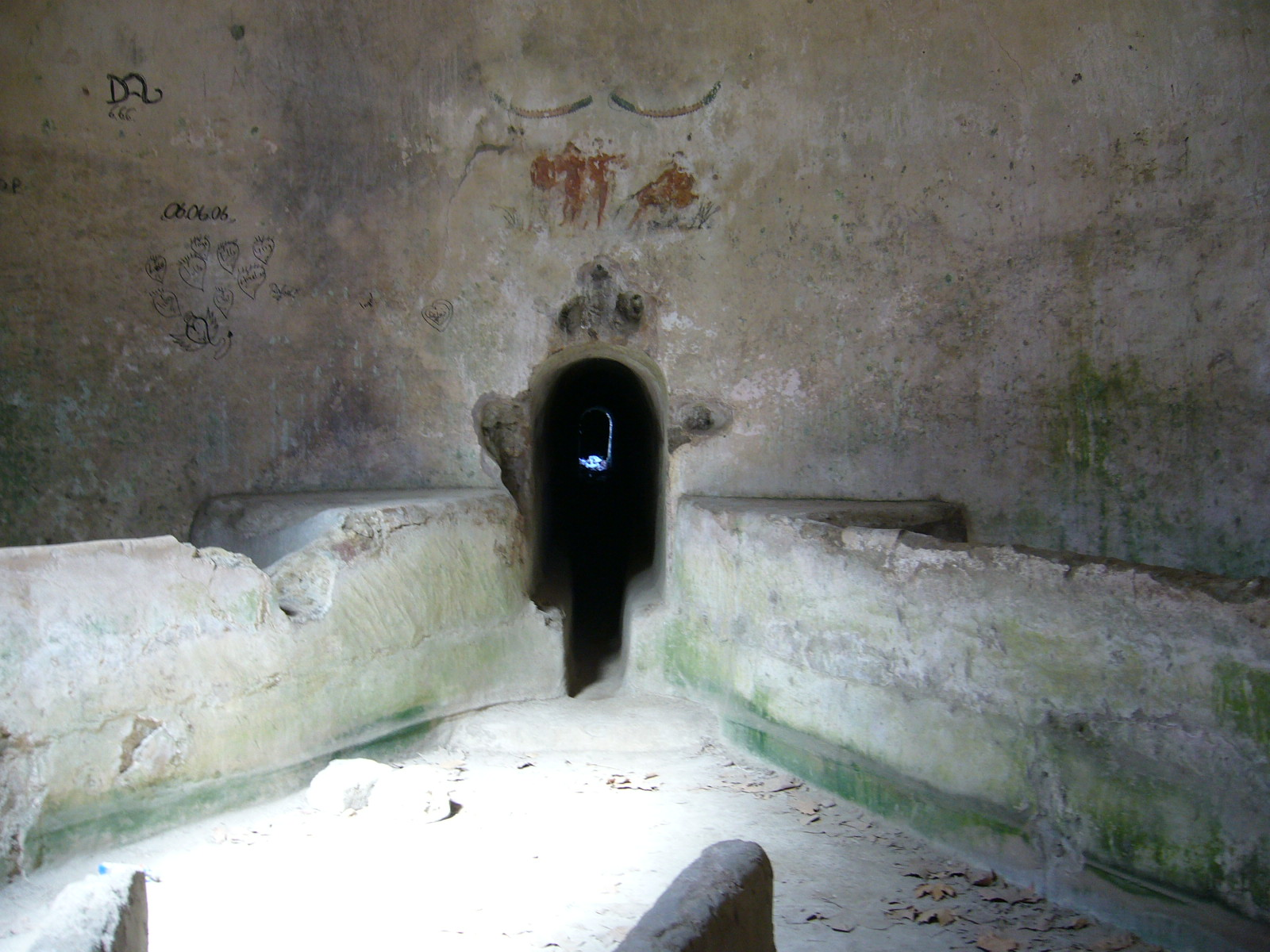
El canal de l'Aqua Augusta a l'entrada del castellum aquae a Pompeia

L'Aqua Augusta o Aqüeducte de Serina va ser un aqüeducte romà que subministrava aigua a vuit ciutats en la Badia de Nàpols, incloent-hi Pompeia, Estàbia i Nola. Comença en la moderna ciutat de Serina i acaba, 96 km després, a la Piscina mirabilis a la base naval i port de Portus Julius, en Misenum. L'Emperador August (o més probablement el seu íntim amic i aliat Agripa) va construir el Aqua Augusta entre el 30 i el 20 AC.
Avui en dia queden poques restes de l'aqüeducte, encara que es poden trobar algunes traces de l'estructura original en nombrosos llocs, incloent-hi diversos en i al voltant de Nàpols així com la ben preservada Piscina mirabilis a Misenum. Aquesta és una de les reserves més grans en els extrems d'un aqüeducte conegudes de l'Imperi Romà i sobreviu gairebé intacta avui dia. Probablement la seva intenció era servir de recurs estratègic d'aigua per a la base naval, especialment si la base era assetjada.

## Al·lusions literàries
Té un paper prominent en la novel·la Pompeii  de Robert Harris, el protagonista és un enginyer hidràulic ("Aquarius") enviat des Roma per a mantenir l'aqüeducte l'any 79 AD just abans de la famosa erupció del Vesuvi el 24 d'agost.